# 吉田博
吉田 博（よしだ ひろし、1876年（明治9年）9月19日 - 1950年（昭和25年）4月5日）は、日本の洋画家・版画家。田村宗立、小山正太郎に師事した。
自然と写実そして詩情を重視した作風で、明治、大正、昭和にかけて風景画家の第一人者として活躍した。

## 経歴
旧久留米藩士・上田束秀之の次男として、久留米市に生まれる。1888年、福岡県立修猷館に入学。1891年、修猷館の図画教師であった洋画家・吉田嘉三郎に画才を見込まれ、吉田家の養子となる(嘉三郎は3年後に亡くなるが嘉三郎の三女と結婚)。
1893年、修猷館を卒業し、京都で洋画家の田村宗立に師事。1894年、三宅克己と知り合いその影響で水彩を描き始め、三宅の勧めで上京して小山正太郎が主催する不同舎に入門し、後に明治美術会の会員となる。1898年、明治美術会10周年記念展に、『雲叡深秋』、『雲』などを出品。
1899年、中川八郎と共に渡米し、デトロイト美術館で「日本画家水彩画展」を開催。翌1900年には、ボストン美術館で2人展を開催し成功。その後渡欧して、イギリス、フランス、ドイツ、イタリアなどを巡歴し、パリ万博において、日本現代画家作品展示『高山流水』が褒状を受けている。米国へ戻り、満谷国四郎、河合新蔵、鹿子木孟郎、丸山晩霞、中川八郎などと、ボストン・アート・クラブで「日本画家水彩画展」を開催。
1902年、前年に解散した明治美術会を引き継ぐ形で、吉田の発案により、満谷国四郎、石川寅治、中川八郎らと太平洋画会（現・太平洋美術会）を結成。同年、第1回太平洋画会展を開催し、『榛名湖』など13点を出品。1903年の第2回展では『昨夜の雨』など21点を出品している。後に、太平洋画会は黒田清輝らが創設した白馬会とともに、明治時代の画壇を二分する団体として発展していく。
1903年、2度目の渡米で、ボストンを拠点に展覧会を開催し、1904年、セントルイス万博に、『雨後の桜』、『昨夜の雨』など3点を出品し、銅賞碑を受賞。この2度にわたる渡米により、画風の基礎が出来上がり、かつ豊かになった。その後、ニューヨーク、フィラデルフィア、ワシントンDCなどで展覧会を開催し、欧州諸国、及びモロッコ、エジプトを巡歴して、1906年帰国。
1907年、東京勧業博覧会で『紐育ブルックリンの夕景』が2等賞を受賞。第1回文部省美術展覧会（文展）で、『ピラミッドの月夜』、『新月』などを出品、後者が3等賞を受賞し、文部省買い上げとなる。1908年、第2回文展で『雨後の夕』が2等賞（最高賞）を受賞。1909年、第3回文展で『千古の雪』が2等賞（最高賞）を連続受賞。

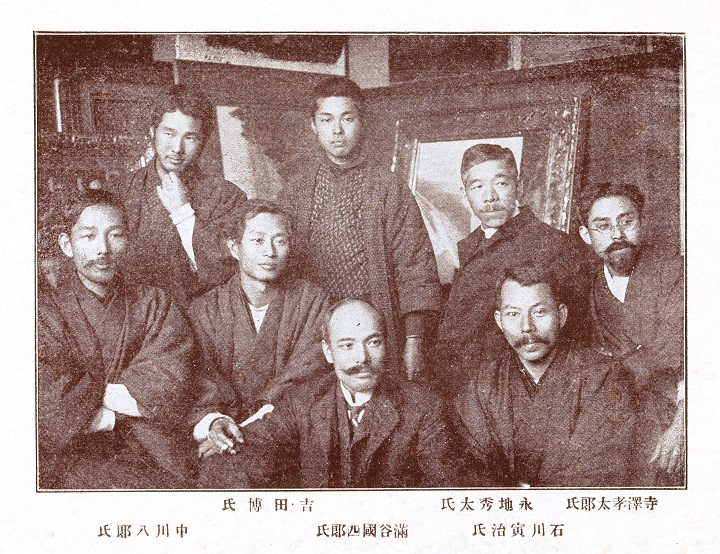
下段左から中川八郎、吉田博、満谷国四郎、石川寅治。上段右から寺澤孝太郎 、永地秀太。1910年(明治43年)

1910年には、第4回文展の審査員に任命され、1913年まで務めている。その後は、無鑑査（鑑査なしで出品できる資格）として毎年文展に出品し、1919年の帝国美術院創立後も、その展覧会である帝国美術院展覧会（帝展）に作品を発表し続けており、1924年以降、数回にわたり帝展の委員や審査員を務めている。早くから風景画を題材とし、特に山岳と建物を好んでモチーフに選んだ。夜の光のもつ情趣を扱った作品も多い。
1920年、新版画の版元の渡辺庄三郎と出会い、渡辺版画店から木版画の出版を開始し、1921年、『牧場の午後』及び『帆船』のシリーズを出版。しかし、1923年、関東大震災により木版画と版木を全て焼失し、三度目の渡米。この時、渡辺木版画舗により制作した木版画7種を持参していくと好評を得た。また、海外では粗悪な浮世絵版画が高額で取引されているのを知り、日本人として恥ずかしく思ったという。こうした経験から、これ以降、温和な画風の木版画の作品が多くなっていった。特大判のもので、数十度摺りとなったものもあった。数多くの富士山を描いた作品を見ると、葛飾北斎から刺激を受けていたと考えられる。ボストンを拠点に、フィラデルフィア、デトロイトなどで展覧会を開催。
1925年、欧州歴訪の後に帰国し、新宿区下落合に吉田版画スタジオを創設、木版画『アメリカ・シリーズ』、『ヨーロッパ・シリーズ』を自ら版元となり出版を開始。1927年、日本およびハンガリー現代版画展に40点を出品。1936年、日本山岳画協会を結成。1937年、第1回文部省美術展覧会（新文展）に『利尻姫沼』を出品し、李王家買上げとなる。
1939年（昭和14年）4月、陸軍美術協会が発足するに当たり発起人の一人として名を連ねた。戦時中は従軍画家として中国へ赴いている。
戦中に描かれた戦争画には播磨造船所（現IHI）に関するものが多数あり、その後、IHIが保管していたものが兵庫県立美術館に預けられている。
戦後は、欧米での知名度が高かったせいか、吉田のアトリエは進駐軍の芸術サロンのようになった。敗戦直後の1945年（昭和20年）の秋には、いち早くダグラス・マッカーサー夫人も、下落合のアトリエを訪問している。米軍のバンカースクラブ（将校クラブ）での版画講習会や、参加者をつのってアトリエ見学会が毎月開かれるなど、吉田作品の人気はきわめて高かった。1947年、太平洋画会会長に就任し、第3回日本美術展覧会（日展）の審査員をつとめ、『初秋』を出品。
1950年4月5日、新宿区の自宅で老衰のため死去。享年74。墓所は文京区白山の龍雲院。法名は大機院俊峰徹心居士。

## 家族
妻の吉田ふじを（藤遠、吉田嘉三郎三女）、長男吉田遠志、次男吉田穂高、その妻吉田千鶴子、その長女 吉田亜世美と揃って版画家であり、吉田ファミリーとして著名である。なお、次男・穂高が伝えた「吉田博旧蔵不同舎資料」（水彩・素描など94点）を、府中市美術館が所蔵している。

## 作品

### 油彩
- 「川のある風景」 府中市美術館所蔵　1896年（明治29年）6月現在知られる吉田の油彩画の中ではおそらく最初期の作[8]
- 「雲叡深秋」　福岡市美術館所蔵　1898年（明治31年）同年の明治美術会創設10周年記念特別展出品
- 「精華」　東京国立博物館所蔵　1909年（明治42年）
- 「牛」　香川県立ミュージアム所蔵　1910年（明治43年）
- 「渓流」　福岡市美術館所蔵　1910年（明治43年）第4回文展出品
- 「滝」　京都国立近代美術館所蔵　1910年（明治43年）第4回文展出品
- 「急降下爆撃」 個人蔵 1941年（昭和16年）第4回新文展出品[9]

### 水彩画
- 「雲井桜」　福岡県立美術館所蔵　1899年（明治32年）
- 「朝」　1901年（明治34年）～1903年（明治36年）
- 「新月」 東京国立近代美術館所蔵　1907年（明治40年）第1回文展出品
- 「雲表」　福岡県立美術館所蔵　1909年（明治42年）

### 木版画
- 「牧場の午後」 東京国立近代美術館所蔵　1921年（大正10年）
- 「ユングフラウ山」 東京都現代美術館所蔵　1925年（大正14年）
- 「ヴェニスの運河」　1925年（大正14年）
- 「ウェテホルン」　東京都現代美術館所蔵　1925年（大正14年）
- 「スフィンクス」　東京都現代美術館所蔵　1925年（大正14年）
- 「スフィンクス　夜」　東京都現代美術館所蔵　1925年（大正14年）
- 「雲井櫻」　千葉市美術館所蔵　1926年（大正15年）
- 「瀬戸内海集　帆船　朝」　那珂川町馬頭広重美術館所蔵　1926年（大正15年）
- 「瀬戸内海集　帆船　夕」　那珂川町馬頭広重美術館所蔵　1926年（大正15年）
- 「帆船　午後」　東京富士美術館蔵[10]　1926年（大正15年）
- 「冨士拾景　吉田村」　東京富士美術館蔵[11]　1926年（大正15年）
- 「穂高山」　福岡市美術館所蔵　1926年（大正15年）
- 「日本アルプス十二題の内　鎗ヶ岳」東京都現代美術館所蔵　1926年（昭和元年）
- 「日本アルプス十二題の内　針木雪渓」 東京都現代美術館所蔵　1926年（昭和元年）
- 「日本南アルプス集　駒ケ岳山頂より」　東京富士美術館蔵[12]　1928年（昭和3年）
- 「東京拾二題　神楽坂通　雨後の夜」　東京富士美術館蔵[13]　1929年（昭和4年）
- 「桜八題　弘前城」 福岡市美術館所蔵　1935年（昭和10年）
- 「桜八題　嵐山」 福岡市美術館所蔵　1935年（昭和10年）
- 「鈴川」　東京富士美術館蔵[14]　1935年（昭和10年）
- 「藤之庭」福岡市美術館所蔵　1935年（昭和10年）
- 「藤之庭　原画」 江戸東京博物館所蔵　1935年（昭和10年）
- 「池之端」　江戸東京博物館所蔵　1937年（昭和12年）
- 「竹林」 福岡市美術館所蔵　1939年（昭和14年）
- 「竹林　原画」 江戸東京博物館所 1939年（昭和14年）

## ギャラリー
- 「富士拾景 船津」 1928年（昭和3年）
- 「日本南アルプス集 駒ケ岳山頂より」 1928年（昭和3年）
- 「東京拾二題 亀戸神社」 1927年（昭和2年）
- 「瀬戸内海集 『光る海』」 1926年（大正15年）

## 著書
- 『アフリカ・ヨーロッパ・アメリカ写生旅行』　日本葉書会　明治40年（1907年）
- 『魔宮殿見聞記』 博文館　明治43年（1910年）
- 『十人写生旅行』　興文社　明治44年（1911年）　中村不折、石井柏亭、小杉未醒、鹿子木孟郎、大下藤次郎、満谷国四郎らと共著
- 『高山の美を語る』　実業之日本社　昭和6年（1931年）
- 『JAPANESE　WOODBLOCK　PRINTING』　THE SANSEIDO COMPANY, LTD. 昭和4年（1939年）